# Evgenïý Lwnev
Evgenïý Lwnev (in kazako Евгений Лунев?, in russo Евгений Анатольевич Лунёв?, Evgenij Anatol'evič Lunëv; 26 aprile 1976) è un ex calciatore kazako, di ruolo attaccante.